# 북부새도둑주머니쥐
북부새도둑주머니쥐(Caenolestes convelatus)는 새도둑주머니쥐과에 속하는 새도둑주머니쥐의 일종이다. 콜롬비아와 에콰도르에서 발견된다.